# Nudochernes robustus
Nudochernes robustus es una especie de arácnido  del orden Pseudoscorpionida de la familia Chernetidae.

## Distribución geográfica
Se encuentra en Kenia.